# 同类物

多氯聯苯（PCB）这类致癌有机化合物是同类物家族的例子。这些同类物之间的差异主要在于氯原子的数量和位置。

同类物（Congener）在化学中是指在来源、结构或功能上相关的化学物质。

## 共同的来源和结构
任何大量存在的多卤代化合物默认都是多种分子类型的混合物，因为每个分子都是独立形成的，而氯和溴并不强烈选择它们键合的特定位置。
- 多氯聯苯（PCB）是由209种同类物组成的家族。
- 聚溴聯苯和多氯二苯醚（英语：Polychlorinated diphenyl ethers）（PCDE）是由209种同类物组成的家族。

同样，多氯双苯并对二𫫇英、多氯二苯并呋喃、多氯三联苯、多氯萘、多氯苯氧基苯酚、多溴二苯醚（五溴二苯醚、八溴二苯醚、十溴二苯醚）等也属于同类物。

## 共同来源
- 在发酵过程中，除了乙醇之外，还会产生其他的同类物（英语：Congener (beverages)），这些物质可能是有益的或有害的。
- 油酸的同类物可以改变细胞膜的行为，对保护人体免受肿瘤侵害和影响血压有重要作用。 [2]

## 共同结构
同系物可以指那些用相似化合价电子的其他元素替代的类似化合物，产生的分子具有相似的结构。例如氯化钾和氯化钠、氟化钾；过氧化氢、硫氧化氢和二硫化氢。
结构类似物通常是等电子体。

## 其他
- 同类物可以指化合物中某个元素的各种氧化态。例如二氯化钛、三氯化钛、四氯化钛可视为同类物。

- 同类物也可以指元素周期表中同一族的其他元素。例如11族元素铜的同类物是银和金，由于它们的化学性质相似，有时会在同一矿石（斑岩铜矿床（英语：Porphyry copper deposit））中发现。